# Cherlopalle
Cherlopalle là một thị trấn census town nằm trên trục đường cao tốc Bangalore-Kadapa, thuộc huyện Chittoor, bang Andhra Pradesh.